# Агнес Френска (1260 – 1327)
Вижте пояснителната страница за други личности с името Агнес Френска.
Агнес Френска (на френски: Agnès de France; * 1260, † 19 декември 1325 или 1327) е френска принцеса от династията на Капетингите и чрез женитба херцогиня на Бургундия и официално титулувана кралица на Солун (1279 – 1306).

## Живот
Тя е най-малката дъщеря на френския крал Луи IX (1214 – 1270) и съпругата му Маргарита Прованска (1221 – 1295). Нейният по-голям брат е крал Филип III Смелия.
Агнес се омъжва през пролетта 1279 г. за Роберт II (1248 – 1306), херцог на Бургундия (1272 – 1306) от Старата бургундска династия и титулуван крал на латинското Солунско кралство.
След смъртта на нейния съпруг на 21 март 1306 г. тя е регент до 9 ноември 1311 г. на син си Хуго V. През 1303 г. тя го сгодява за роднината си Катрин дьо Валоа, но баща ѝ Шарл Валоа разваля годежа през 1312 г.
Агнеса умира през 1327 г. Погребана е до съпруга си Роберт II в манастира Сито.

## Деца
Агнес Френска и Роберт II имат децата:
- Жан (* 1279, † 1283)
- Маргарета (* 1285, † пр. 1290)
- Бланш (* 1288, † 28 юли 1348), ∞ 1307 граф Едуард от Савоя († 1329)
- Маргьорит (* 1290, † удушена 1315) ∞ 1305 Луи X († 1316), крал на Навара, крал на Франция
- Жана (Куцата) (* 1293, † 1348/49), ∞ 1313 Филип VI († 1350), граф на Валоа, крал на Франция
- Хуго V (* 1294, † 1315), херцог на Бургундия, официално титулуван крал на Солун, пер на Франция
- Одо IV (* 1295, † 1350), херцог на Бургундия, официално титулуван крал на Солун, княз на Ахая, пфалцграф на Бургундия и граф на Артоа, ∞ 1318
- Жана III († 1347), пфалцграфиня на Бургундия
- Лудвиг (* 1297, † 1316), официално титулуван крал на Солун, граф на Ахая и Мореа, ∞ 1313 Матилда от Хенегау († 1331), княгиня на Ахая и Морея.
- Мария (* 1298, † 1336), ∞ 11 февруари 1310 Едуард I от Бар († 1336) (Дом Скарпон)
- Роберт (* 1302, † 19 октомври 1334), 1321 граф на Тонер